# Chetthathirat
Chetthathirat (Chettha oder Jetta, voller Titel in Thai สมเด็จพระเชษฐาธิราช - Somdet Phra Chetthathirat; * um 1613 in Ayutthaya; † 1629 ebenda) war zwischen dem 13. Dezember 1628 und Juli/August 1629 acht Monate lang König des Reiches von Ayutthaya.

## Abstammung und Leben
Chetthathirat stammte aus dem Haus Sukhothai, war der älteste Sohn von König Songtham und der ältere Bruder des späteren Königs Athittayawong. In seiner Kindheit wurde er Phra Chetthakuman (พระเชษฐากุมาร), wörtlich: „Chettha das Kind“, oder einfach Chettha gerufen.
Nachdem König Song Tham gestorben war, entbrannten Streitigkeiten um den verwaisten Thron von Ayutthaya zwischen Prinz Chettha und Song Thams jüngeren Bruder, Prinz Phra Sri Sin (พระศรีศิลป์). Die beiden Parteigänger Chetthas, Sri Worawong und Senaphimuk, waren einflussreich genug, um Sri Sin gefangenzusetzen und ihn exekutieren zu lassen. Ihre Tat meldeten sie anschließend Prinz Chettha, der sich daraufhin als neuer König Chetthathirat Borommarachathirat II. (สมเด็จพระบรมราชาธิราชที่ ๒; Somdet Phra Borommarachathirat thi 2) auf den Thron setzen ließ. Zu dieser Zeit war er 15 Jahre alt. Sri Worawong wurde zur Belohnung seiner Hilfe zum Kriegsminister (Kalahom) ernannt und mit dem Titel Chao Phraya Suriyawong (เจ้าพระยากลาโหมสุริยวงศ์) versehen, nachdem er den alten Kalahom hatte ermorden lassen. Seinen jüngeren Bruder machte er zum neuen Phya Sri Worawong.
Im Verlaufe der ersten Monate seiner Regierungszeit wurde Chetthathirat misstrauisch gegenüber Suriyawong und verdächtigte ihn, sich selbst des Thrones bemächtigen zu wollen. Auch musste der König mit ansehen, wie der Kalahom seine verstorbene Mutter mit den Riten eines königlichen Begräbnisses zu Grabe tragen ließ. Daraufhin stieß er die wüstesten Drohungen gegen den Kalahom aus und plante, Suriyawong aus dem Weg zu räumen, was von diesem allerdings entdeckt wurde. Daraufhin griff Suriyawong mit seinen Parteigängern den Palast an und König Chetthathirat floh, anstatt sich dem Angriff zu stellen. Suriyawong stellte zwei Männer zur Verfolgung ab, Phraya Decho (เดโช) und Phraya Thai Nam (ท้ายน้ำ). Sie konnten den König, der zunächst in einen Tempel geflohen war, in den Wäldern von Mok Noi (ป่าโมกน้อย - Pa Mok Noi) fangen und töteten ihn auf der Stelle.
Chetthathirat folgte für kurze Zeit sein Bruder Athittayawong auf den Thron, ehe der Kriegsminister Suriyawong sich endgültig als Prasat Thong des Thrones bemächtigte.